# Simulium hackeri
Simulium hackeri är en tvåvingeart som beskrevs av Edwards 1929. Simulium hackeri ingår i släktet Simulium och familjen knott. Inga underarter finns listade i Catalogue of Life.